# Institut de la Dona que Treballa
L'Institut de la Dona que Treballa va ser una entitat d’obra social fundada el març de l’any 1921 per la “Caixa de Pensions per a la Vellesa i d'Estalvis” sota la presidència de Francesc Moragas i Barret a partir del “Montepío de Santa Madrona”.

## Història
Els orígens de l'Institut de la Dona que Treballa es poden establir en la constitució, l’any 1901, de l’anomenat Montepío de Santa Madrona, obra a favor de la dona que treballa, patrocinat pel bisbe Morgades i que comptà amb la col·laboració de moltes personalitats de la vida socio-cultural del país i que tenia la seva seu al Palau Meca (avui Museu Picasso) al carrer de Montcada. L’any 1919, i degut a la insuficiència de recursos, van demanar ajut a la Caixa de Pensions per a la Vellesa i d’Estalvis que, el 1921, els va incorporar definitivament a la seva obra social amb el nom d’Institut de la Dona que Treballa. Tenia la seu mare a la Via Laietana 48 de Barcelona i tingué també seus a altres ciutats com Girona, Igualada o Vilafranca del Penedès. Després de la guerra civil va passar a dir-se Institut de Santa Madrona.

## Organització
El principal objectiu de l’Institut era "proporcionar avantatges d’ordre moral i material les dones que vivien del seu treball o eren de famílies proletàries, proporcionant-les-hi protecció econòmica i social". Per al desenvolupament d’aquesta funció estava constituït per un seguit de seccions i varietat de serveis, entre els quals destaquen els Socors Mutus, els Dispensaris i Clíniques, l’Obra Maternal, l’Escola d’Infermeres Socials i les Cases de Família. Moltes d’aquestes seccions ja es trobaven constituïdes en els seus orígens com a Montepío. En destacaren l'Escola Universitària d'Infermeria Santa Madrona i la Clínica de Santa Madrona
El Socors mutu es realitzava mitjançant el pagament d’una quota determinada prèviament que donava dret en cas de malaltia a percebre un subsidi d’acord amb la quota senyalada. A part incloïa la visita domiciliària mèdica i si era necessari l’ús dels dispensaris i clíniques. En el cas de l’Obra maternal, el pagament de la quota per part de les afiliades incloïa l’assistència gratuïta en els dispensaris d’obstetrícia i puericultura, l’assistència domiciliària i l’acolliment a la clínica maternal. També el pagament d’un subsidi durant vuit setmanes consecutives.
Els serveis detallats en els dispensaris i clíniques requeria l’assistència d’un cos d’infermeres que eren formades pel mateix institut a través de l’Escola d’Infermeres Socials.
Les Cases de Família eren cases d’acollida que per un preu mòdic proporcionaven residència, manutenció, cultura i esbarjo a les obreres que vivint del seu treball no tenien una família amb qui viure.